# Bristolski kanal
Bristolski kanal ili Bristolski zaljev  (vel. Mor Hafren, eng. Bristol Channel) je zaljev Atlantskog oceana koji postupno prelazi u estuarij rijeke Severn. Odvaja Južni Wales od Devona i Somerseta u jugozapadnoj Engleskoj. Kanal je dobio ime po engleskom gradu Bristolu koji je jedna od najvažnijih luka u Velikoj Britaniji. Grad Swansea je najveće naselje na velškoj strani Bristolskog kanala.

## Vanjske poveznice
|  | Zajednički poslužitelj ima još gradiva o temi Bristolski kanal |